# Acer tibetense
Acer tibetense — вид квіткових рослин із роду клен (Acer).

## Морфологічна характеристика
Це невелике чи велике дерево, від 10 до 20 метрів заввишки. Гілочки тонкі, голі. Листки опадні: листкові ніжки 5–7 см завдовжки, біля верхівки запушені; листова пластинка знизу блідо-зелена й щільно жовто-сіро-запушена, зверху темно-зелена й гола, 6–9 × 5–8 см, зазвичай 5-лопатева; частки трикутно-яйцеподібні, край цільний. Суцвіття щиткоподібні, 5–6 см, голі. Чашолистків 5, зелені, довгасті, ≈ 3 мм. Пелюсток 5, обернено-яйцеподібні, 4–5 мм. Тичинок 8. Плоди зеленувато-жовті; горішки ± плоскі, ≈ 12 × 6–7 мм; крило з горішком 35–40 × 12 мм, крила розправлені ± горизонтально. Період цвітіння: квітень; період плодоношення: вересень.

## Поширення й екологія
Ареал: Китай (Тибет), Індія (Аруначал-Прадеш). Вид зростає в лісах і в долинах на висотах від 1600 до 2700 метрів. В Індії вид зустрічається у вологих місцях уздовж струмків у лісі Pinus kesiya.

## Використання
Немає інформації про використання та торгівлю цим видом. Існує потенціал, що порода може бути використана для деревини.